# Gregory Luo Wenzao

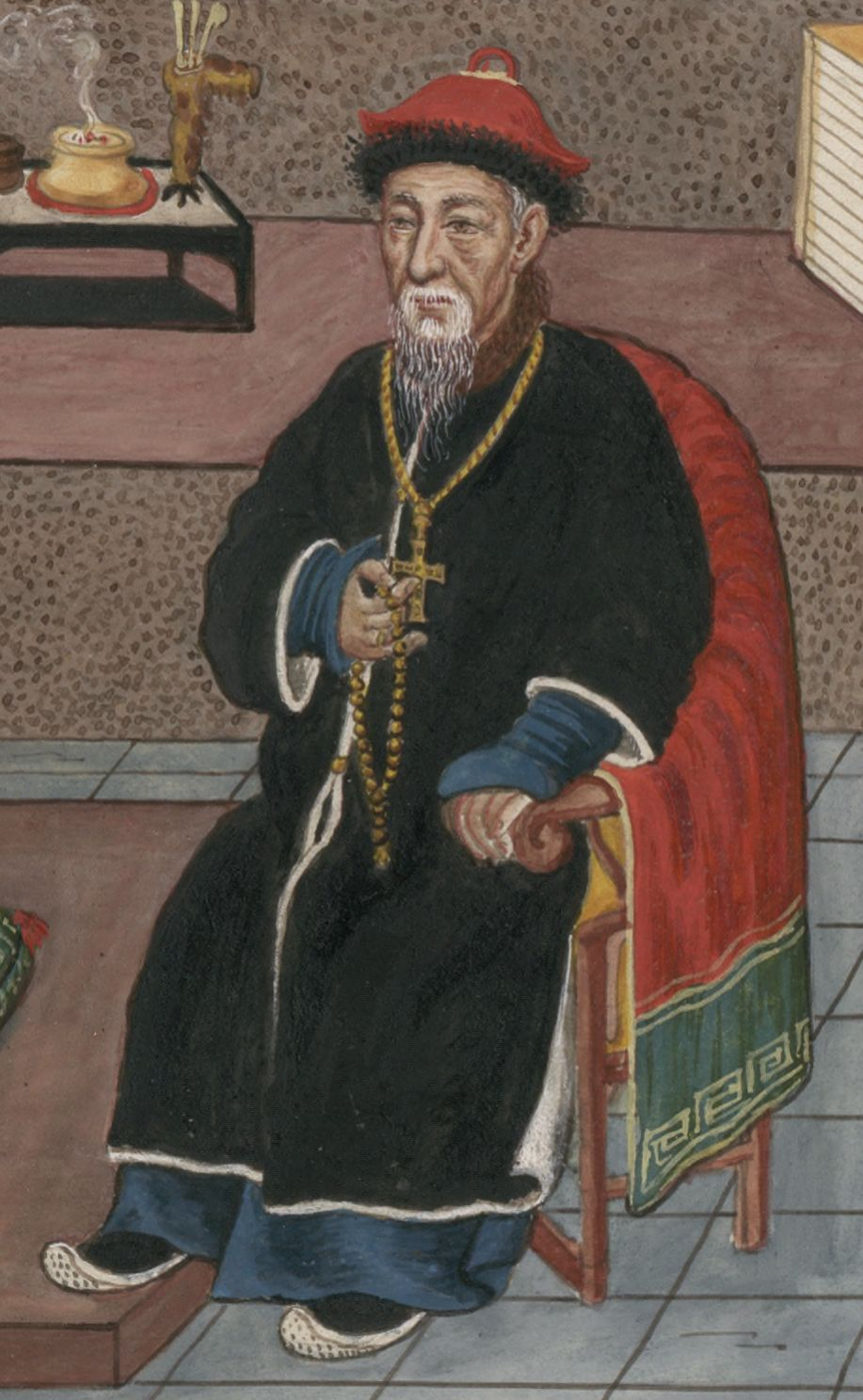
Luo Wenzao (Porträt von Gregory Lopez)

Gregory Luo Wenzao OP (chinesisch 罗文炤; * um 1610 in Fu’an, Fujian, Kaiserreich China; † 27. Februar 1691 in Nanjing, Jiangsu, Kaiserreich China) war der erste römisch-katholische Bischof chinesischer Herkunft und Mitglied des Ordens der Dominikaner.
Lou wurde am 24. Dezember 1633 getauft. 1650 trat er in den Dominikanerorden ein. Aufgrund seines Studiums an der Päpstliche und Königliche Universität des heiligen Thomas von Aquin in Manila sprach er Latein und Spanisch. Am 4. Juni 1654 weihte Miguel de Poblet Casasola, Erzbischof von Manila, ihn zum Priester. Nachdem 1665 die Qing-Dynastie das Christentum ächtete und die ausländischen Missionare verbrannte, war Lou der einzige römisch-katholische Missionar in China.
1669 schrieben in China tätige Missionare unter der Leitung von Bischof François Pallu einen Brief an den Papst mit dem Vorschlag, einen einheimischen Klerus und Episkopat in China zu begründen und schlugen Luo Wenzaos als Kandidat für das Bischofsamt vor. Dieser Vorschlag wurde von Portugal blockiert, das die Mission in China als seine Aufgabe verstand. Am 3. Januar 1674 ernannte Papst Clemens X. Luo Wenzao zum Apostolischen Vikar von Nanking und Titularbischof von Basilinopolis. Die Ernennung kam drei Jahre später in China an. Luo Wenzao lehnte die Ernennung ab um Konflikte mit den Portugiesen zu vermeiden. 1679 erhielt er vom Vatikan den Befehl die Ernennung anzunehmen und für die Weihe nach Manila zu reisen.
In Manila wurde die Weihe von Pater Charles Garderang, dem Provinzial der dominikanischen Provinz Manila, zu der China gehörte, blockiert, weil er befürchtete, dass ein chinesischer Bischof die strikte Haltung des Dominikanerordens gegen die Praxis der Ahnenverehrung untergraben würde.
Am 8. April 1685 weihte der italienische Franziskaner Bernardino della Chiesa OFMRef, Apostolischer Vikar von Fo-Kien, ihn in Guangzhou zum Bischof. Bei der Weihe assistierten der Jesuitenpater François Xavier Filipucci und der Franziskanerpater Antonio Caballero. 1688 weihte er drei chinesische Priester, Wan Qiyuan, Wu Yushan und Liu Yunde. Im selben Jahr erhielt er vom Heiligen Stuhl die Erlaubnis sich einen Koadjutor zu wählen. Sein Wahl fiel auf den Franziskaner Giovanni Francesco Nicolai. Die Portugiesen waren mit dessen Ernennung nicht einverstanden und er erhielt keine Bischofsweihe. Am 10. April 1690 wurde er mit er Erhebung des Apostolischen Vikariats zum Erzbistum Nanking zu dessen erstem Erzbischof ernannt.